# Contard de Naples
Contard de Naples (latin: Contardus) est brièvement duc de Naples en 840.

## Biographie
Contard est un noble franc, fidèle de l'empereur Lothaire Ier qui peu après la mort de Sicard de Bénévent, vient à Naples en 840 à l'appel du duc André II (834-840) qui lui promet sa fille Eupraxia en mariage. Contard se brouille rapidement avec André II et le tue. Il se proclame ensuite duc de Naples mais il est mis à mort 15 jours après par les Napolitains furieux qui élisent le dux de Cumes Serge.

## Source
- Jules Gay, L'Italie méridionale et l'Empire byzantin depuis l'avènement de Basile Ier jusqu'à la prise de Bari par les Normands (867-1071), Albert Fontemoing éditeur, Paris 1904 p. 636.